# اولویلر
اولویلر (به فرانسوی: Uhlwiller) یک کمون در فرانسه است که در Canton of Haguenau واقع شده‌است.

## خصوصیات
اولویلر ۷٫۴۶ کیلومترمربع مساحت و ۶۹۷ نفر جمعیت دارد.